# 23900型两栖攻击舰
23900型两栖攻击舰，也称“伊万·罗戈夫级”，是俄罗斯海军建造中的一型两栖攻击舰。俄罗斯曾在2011年向法国海军订购2艘西北风级两栖突击舰，2014年俄乌战争后欧盟开始实施制裁，这笔交易因而告吹。2020年5月22日，俄罗斯宣布已经签约开工建造两艘排水量4万吨的23900型两栖攻击舰。

## 历史

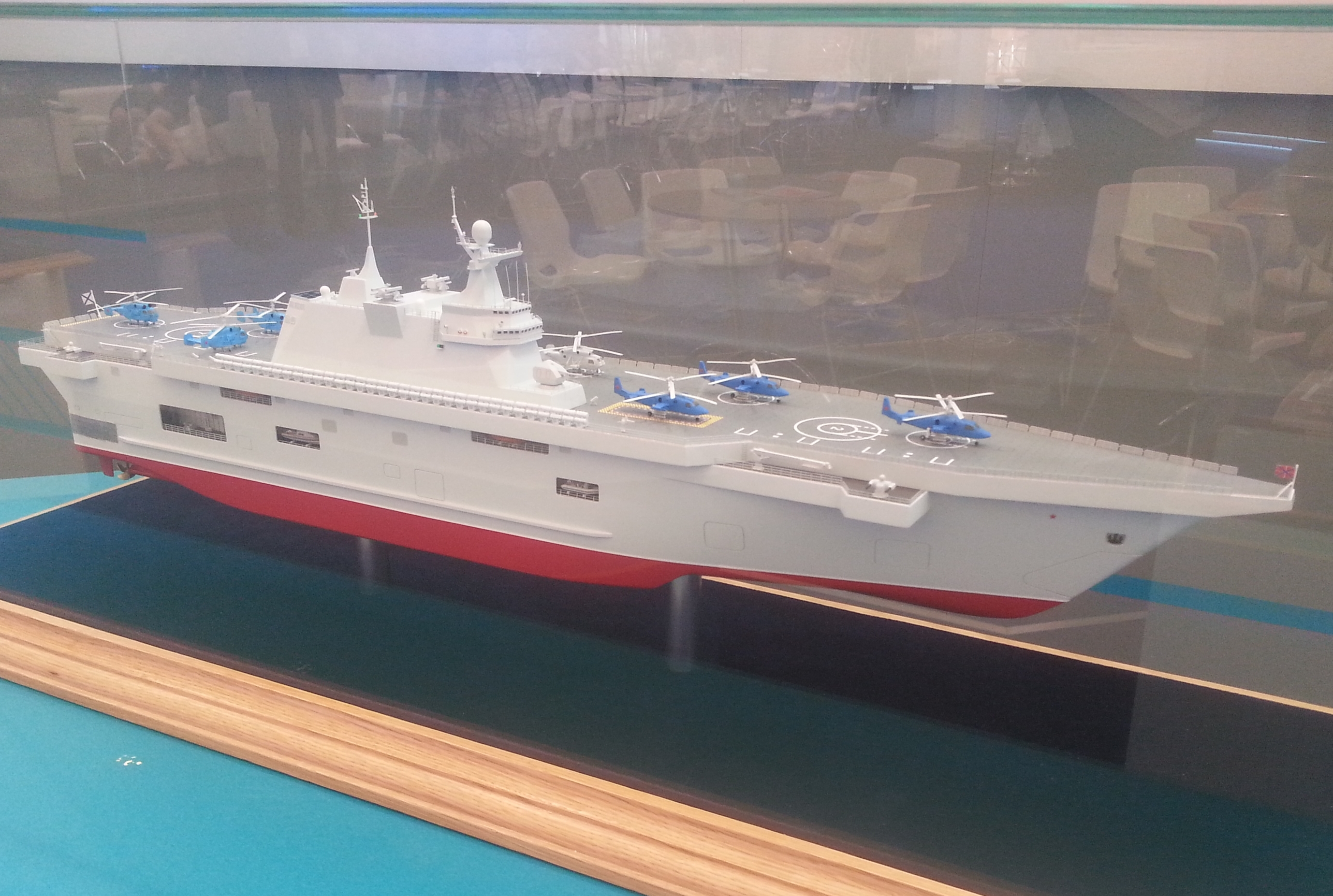
最初设计的“普里博伊”设计方案模型

前苏联海军有着悠久的各型登陆舰建造历史，曾建造10艘短吻鳄级登陆舰，28艘蟾蜍级大型登陆舰等，部分至今还在俄罗斯海军服役。但这些都不是现代意义上的直通甲板、能停放大量直升机的两栖攻击舰。1980年代苏联曾设计过一款25,000吨的直通甲板攻击舰，命名为11780项目，但因各种原因并未开工建造。 因此23900型建造完毕后，将成为俄罗斯历史上第一艘真正意义上的现代化两栖攻击舰。
2014年的俄乌战争，导致2015年法国取消了向俄出售西北风级的合同。同年俄罗斯就公布了两款自建直升机航母方案，分别为“普里博伊”和“拉维纳”。这两款方案没有实际建造，但成为了23900型的设计基础。
2017年5月25日，俄罗斯副国防部长尤里·鲍里索夫表示，新型俄罗斯直升机航母的建造周期将至少持续四年，首艘舰艇预计将于2022年完工。同年6月，联合造船集团副总裁伊戈尔·波诺马廖夫表示，23900型直升机航母已被纳入2018至2025年国家武器装备计划。
2020年5月22日，据塔斯社报道，俄罗斯国防部已签署了一份价值1000亿卢布的合同，用于建造两艘两栖登陆舰。建造工作将在克里米亚的扎利夫造船厂进行。交付日期预计为2026年和2027年。7月20日的龙骨铺设仪式上，这两艘舰艇被分别命名为“伊万·罗戈夫”号和“米特罗凡·莫斯卡连科”号。

## 同级船只
| 舰名                | 造船厂       | 安放龙骨      | 下水 | 服役       | 所属舰队   | 现状   |
| ------------------- | ------------ | ------------- | ---- | ---------- | ---------- | ------ |
| 伊万·罗戈夫         | 扎利夫造船厂 | 2020年7月20日 |      | 预计2028年 | 太平洋舰队 | 建造中 |
| 米特罗凡·莫斯卡连科 | 扎利夫造船厂 | 2020年7月20日 |      | 预计2029年 | 黑海舰队   | 建造中 |